# 袴田裕幸
袴田 裕幸（はかまだ ひろゆき、1979年3月5日 - ）は、大阪府出身の俳優。JVCエンタテインメント・ネットワークスを経て、現在はハート・レイに所属している。2004年にオリジナルブランド「XEROSEN」を立ち上げている。

## 出演

### 映画
- GLOW 僕らはここに…。（2000年）
- パチスロひとり旅（2001年） - 勝部 役
- マッスルヒート（2002年）
- 2番目の彼女（2004年） - 福留 役
- ギャングスタ（2011年） - 久留井竜 役
- 劇場版 仮面ライダードライブ サプライズ・フューチャー（2015年）
- ピン中！（2016年）
- ぬくもりの内側 厚生労働省推薦（2023年、イオンエンターテイメント）- 片瀬真一 役

### テレビドラマ
- 危険な関係 第1話「運命の出会い」・第2話「華麗なる嘘と誘惑」（1999年）
- ウルトラシリーズ
  - ウルトラマンコスモス 第56話「かっぱの里」（2002年） - タカシ 役
  - ウルトラマンオーブ 第14話「暴走する正義」・第15話「ネバー・セイ・ネバー」（2016年） - 芝尾 役
- 人情とどけます 江戸・娘飛脚（2003年）
- ほんとにあった怖い話 第2部「見えない住人」（2004年）
- 宿命（2004年）
- 夜王 最終話「ホスト軍団と四天王集結！たかがホストと言わせない」（2006年）
- 僕たちの戦争（2006年）
- キッパリ！（2007年）
- 瞳（2008年） - 坂田 役
- 土曜ワイド劇場
  - さすらいの女弁護士 山岸晶（2010年）
  - 大崎郁三の事件散歩（2012年） - 藤澤刑事 役
  - 火災調査官・紅蓮次郎 第14作「元消防官が謎の焼死 炎に包まれたバルーンがあばく、家族を引き裂いた火事の真相!!」（2014年） - 今泉司 役
- 新・ミナミの帝王（2010年） - 大東京銀行行員 役
- 月曜ゴールデン
  - 正義の証明（2011年）
  - 北海道警察 第3作「人質」（2014年） - 来見田秀也 役
- 水曜ミステリー9
  - 多摩南署たたき上げ刑事・近松丙吉 第9作「見知らぬ死体」（2012年） - 鴨志田寿一 役
  - 警視庁特捜対策室 迷宮捜査の女（2015年）
- いつか陽のあたる場所で 第6話「幸福になる資格」（2013年）
- 金曜プレステージ 小京都連続殺人事件 第2作「佐野足利・七草に秘められた叫び」（2013年）
- 緊急取調室 第6話「ゲームの神と呼ばれた男」（2014年）
- ある日、アヒルバス（2015年）
- 月曜名作劇場 制服捜査 第3作「平和な八戸で連続放火事件が発生する!」（2016年） - 小関刑事 役
- 荒神（2018年2月17日、NHK BSプレミアム） - 竜崎高由 役

### テレビ番組
- 夢の扉 〜NEXT DOOR〜（2009年）
- ニッポン インポッシブル（2010年）

### 舞台
- 地図（2004年）
- 月の子供（2005年）
- 斜塔〜シャトウ〜（2008年）
- 六月の奇跡（2010年）
- 新宿バックストリート（2011年）
- 努力しないで出世する方法（2011年）
- コカンセツ！〜再演〜（2011年） - 山城一洋 役
- The Radio Show Must Go On 〜バレルナキケン〜（2012年）
- The Radio Show Must Go On 〜バレルナキケン〜 再演 + 外伝公演！（2012年）
- はい、山崎です。ただいま留守にしております。（2013年）
- 六月の奇跡 〜Premium Edition〜（2013年）
- The Fake Time Machine Story 〜ウソヘノトビラ〜（2013年）
- スタア（2014年）

### 雑誌
- 主婦の友社 BOYS RUSH（1999年 - 2004年）
- 英知出版 SAMURAI（1999年 - 2004年）

### DVD
- 仮面ライダーW RETURNS 仮面ライダーエターナル（2011年） - リキ 役
- アルバトロス ハッピーレシピ The Drama episode2〜レシピどろぼう〜（2014年）

### Web
- 恋愛は必然である 〜ドラマで分かる！ 新感覚恋愛法則〜 第16話（2014年）